# Cattedrale di Sant'Isidoro (Holguín)
La cattedrale di Sant'Isidoro (in spagnolo: Catedral de San Isidoro) è la chiesa cattedrale cattolica della diocesi di Holguín, si trova a Holguín, a Cuba.

## Storia e descrizione
La prima chiesa di Sant'Isidoro, realizzata su progetto dell'architetto D. Diego de Ávila y de La Torre ed è stata benedetta il 3 aprile 1720.
L'attuale cattedrale di Sant'Isidoro, inaugurata come chiesa parrocchiale tra il 1818 e il 1820, è una costruzione con pianta a "T". La chiesa è stata elevata a cattedrale nel 1979 e consacrata nel 1996. Si tratta di un solido edificio con tre ampie porte e colonne incassate, nonché un frontone al centro che definisce la facciata. I suoi interni moreschi hanno i tetti finemente lavorati in legno.